# سيندي كارول
سيندي كارول (بالإنجليزية: Cindy Carol)‏ هي ممثلة أمريكية، ولدت في 11 أكتوبر 1944 بلوس أنجلوس في الولايات المتحدة.

## وصلات خارجية
- سيندي كارول على موقع IMDb (الإنجليزية)
- سيندي كارول على موقع قاعدة بيانات الفيلم (الإنجليزية)